# Zeuxidia mindanaica
Zeuxidia mindanaica är en fjärilsart som beskrevs av Otto Staudinger. Zeuxidia mindanaica ingår i släktet Zeuxidia och familjen praktfjärilar. Inga underarter finns listade i Catalogue of Life.